# Zawada (Będzin)
Pour les articles homonymes, voir Zawada.
Zawada est une localité polonaise de la gmina de Mierzęcice, située dans le powiat de Będzin en voïvodie de Silésie.